# 천지공사
천지공사(天地公事)는 강증산이 깨달은 새로운 이념에 의하여 진행된 일로서 말세운의 운도(運度)를 뜯어고치기 위하여 과거의 모든 이념·이법·질서를 개혁, 수정한다는 의미로서 이를 성공시키려면 발생한 근본사상이나 원인을 완전히 전복해야 공을 이룰 수 있다는 것이다.
인간이 사는 곳에 지방신이 있고 문명신이 있어 이들의 조화로 세상이 혼란을 이루었다. 이 혼란을 제거하기 위하여 증산은 세계 각 지방신·문명신·만고역신·만고원신 등 제신을 소집하여 통일신단을 결성하고 이 통일신단에서 선후천 교역기의 세계정세의 변천계제와 선천의 모든 불합리한 이법·규범·질서 등을 해소하고 후천세상의 모든 이법·규범·질서 등을 새로 규정하는 일을 천지공사라 하였다. 이 천지공사에는 신정정리공사·세운공사·교운공사 등 3대 내용이 있고 신정정리공사에는 다시 해원공사·지방신 통일공사·문명신 통일공사·지운 통일공사의 4대 내용이 있다.
천지공사는 말하자면 선천시대에 천지간의 그릇된 모든 이치를 뜯어고쳐 바르게 한다는 것이다. 이 천지공사의 첫째는 만고원신·역신의 맺힌 원한의 기운을 해소한 해원이념이다. 둘째는 모든 신명을 보은줄로 연결하게 하는 보은이념이다. 셋째는 모든 신명을 대전 협동으로 화협집결케 하는 상생관념이다. 넷째는 후천의 새 이념과 새 규범과 새 질서를 창조하여 새 세계를 진화케 할 조화이념이다. 이상 4가지 이념으로 통일신단이 결성되고 천지공사가 행해졌다. 여기서 액운공사란 〈대순경전〉에 의하면 인간계에 발생하는 온갖 재난과 액운을 제거하여 공사중 신명의 해원·의통 등이 있고, 세운공사란 대혼란·상극전쟁에 빠진 이 세상을 상생상화하게 하는 방법으로서, 당시 서구 열강의 동양침범을 조성하려는 것이다. 교운공사란 증산교의 교의를 세계에 두루 펴고 교세를 발전시킨다는 것. 증산에 의하면 유교·불교·기독교의 정수를 뽑아 모아 후천문명의 기틀을 마련하였다는 것이다.
교리를 분석해 보면, 증산교는 선가의 신도와 음양 풍수 등 전래의 민간신앙을 바탕으로 유·불·선·동학·서학 등 기성종교의 교의를 곁들인 것이라고 보기도 한다.

## 같이 보기
- 원시반본
- 자기동래(紫氣東來)
- 고려회가(高麗回家)
- 물극필반(物極必反)